# Acetes

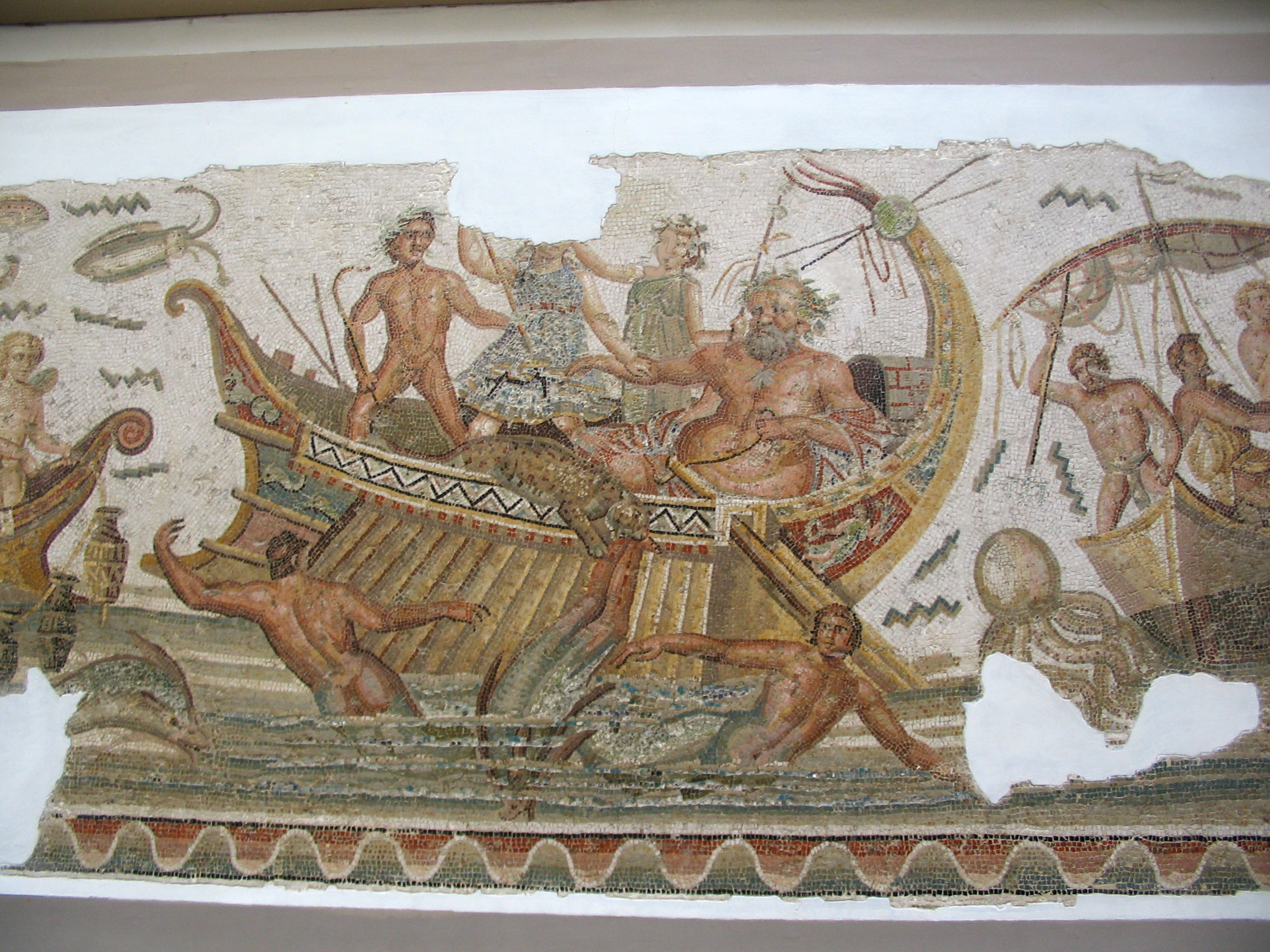
Mosaico do século II d.C. mostrando Dionísio em embarcação, Museu do Bardo, Túnis.

Acetes (do grego Ἀκοίτης; do latim Ăcoetēs), na mitologia grega, foi o comandante de um navio pirata. Acetes defendeu um jovem bêbado, trazido a bordo do navio por sua tripulação, por ter reconhecido nele o deus Dionísio, também conhecido como Baco.

## O mito
De acordo com Ovídio, Acetes era filho de um pescador pobre da Lídia e capitão de um navio. Em dado momento, aportanto na Ilha de Naxos, alguns membros de sua tripulação trouxeram a bordo um belo rapaz adormecido, o qual seria levado junto com eles na viagem. Entretanto, Acetes percebeu que o belo menino era, na verdade, o deus Dionísio, e tentou dissuadir seus companheiros de viagem na realização de tal ato. Ninguém o ouviu e zarparam para o alto mar. Em mar aberto, o menino acorda e pede que seja levado de volta à ilha de onde fora retirado, sendo atendido pelos tripulantes, apenas supostamente. Quando o rapaz deu-se conta de que seu pedido não seria atendido, mostrou sua verdadeira forma para todos ali presentes, iniciando sua vingança por conta da quebra da promessa feita por seus raptores. Vinhas começaram a crescer ao redor da embarcação, tigres apareceram e os marinheiros saltaram ao mar em completa loucura, sendo transformados em golfinhos. Acetes, sozinho com Dionísio, volta para a ilha de Naxos, onde aprende os mistérios do deus, tornando-se seu sacerdote.
Higino também relata essa história de aventura do deus Dionísio, basicamente a mesma descrita por Ovídio e por outros escritores, e chama de piratas a tripulação do navio Tirreno, que dá nome ao mar.